# Bakerloo Line
Bakerloo Line és una línia de ferrocarril de trànsit ràpid del Metro de Londres (en anglès London Underground), que apareix al mapa de color marró. La línia circula de l'estació de Harrow & Wealdstone a Elephant & Castle i el traçat de la línia és en superfície i soterrat a gran profunditat, a Londres aquest tipus de línies són conegudes com el tub (en anglès the tube) per la forma que tenen els túnels. Va del sud-est cap al nord-oest i de les 25 estacions que té, 15 estan soterrades.

## Història
Originalment es deia Baker Street & Waterloo Railway (Baker Street & Waterloo Railway) i va ser construïda per Underground Electric Railways Company of London Limited i oberta el 10 de març de 1906.
El 1913 la línia s'amplia de Baker Street cap a l'oest amb correspondències amb les estacions de Marylebone i Paddington, amb una nova estació a Edgware Road.

### Ramal de Watford
El 1915 la línia es va ampliar fins a Queen's Park on es va unir amb el Corrent Directe de les línies London and North Western Railway (LNWR) que discorrien per la línia central dels LNWR. També va arribar fins a Watford Junction.
Els serveis cap a Harrow & Wealdstone foren gradualment millorats. El 1989 s'ampliaren el serveis cap aquesta estació tot el dia. Actualment la Bakerloo Line comparteix vies en aquest ramal amb l'Overground des de Euston.

### Ramal de Stanmore
A mitjans de la dècada de 1930, la Metropolitan Line sofria una congestió elevada causada per la limitada capacitat dels seus rails entre Baker Street i Finchley Road. Per a alliberar aquesta pressió el pla New Works Programme, 1935-1940 incloïa la construcció de noves seccions en túnel entre les estacions de Baker Street i Finchley Road, i el reemplaçament de tres estacions de la Metropolitan Line: Lord's, Marlborough Road i Swiss Cottage. Entre aquestes estacions es van construir les estacions a la Bakerloo Line de St. John's Wood i Swiss Cottage. La Bakerloo Line va substituir els serveis de la Metropolitan Line fins a Stanmore a partir del 20 de novembre de 1939. Aquest ramal de la Bakerloo Line es va traspassar a la Jubilee Line a l'1 de maig de 1979 degut a problemes de tràfic, ja que dos línies convergíen a Baker Street. Aquests foren els inicis de la Jubilee Line que anava des de Charing Cross fins a Stanmore.

## Evolució de la Línia

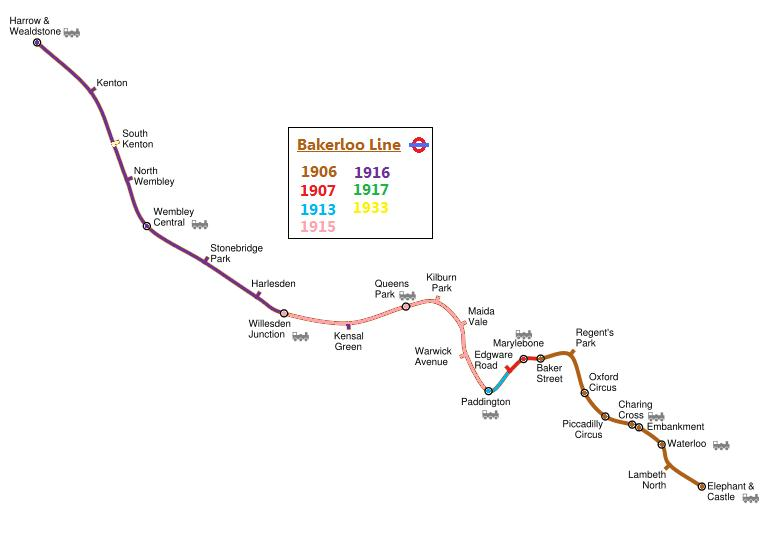
Plànol de la Bakerloo Line amb els trams en colors en relació amb els anys en què van ser oberts.

## Alimentació elèctrica
Una curiositat és que des de l'obertura de la línia, 1917, operava amb la polaritat del conductor d'electricitat al revés! Això era perquè la Bakerloo compartia l'alimentació elèctrica am la District Line, que també tenia el mateix problema. La solució va ser canviar la polaritat, així el costat negatiu tocaria el rail en les dues línies. El 1917, les dues línies van ser separades quan la LNWR va començar un nou servei entre Euston i Watford Junction, així la Bakerloo compartiria el nord the Queen's Park.

## Centenari de la línia
La línia va celebrar el seu centenari al 10 de març de 2006, i va ser celebrat.

## Futures actuacions

### Extensió a Watford Junction
Ja fa anys la Bakerloo arribava fins a aquesta estació, i ara, amb l'arribada a aquesta estació del London Overground es considera la possibilitat de portar la línia fins aquí.
Està previst que el 2026 la línia arribarà a Watford Junction, i Aixa completant el servie de 1982. Això vol dir que la línia de l'Overground serà suprimit en el tram Euston-Watford Junction i només l'operarà la Bakerloo Line.

## Combois de la línia

### Combois d'abans

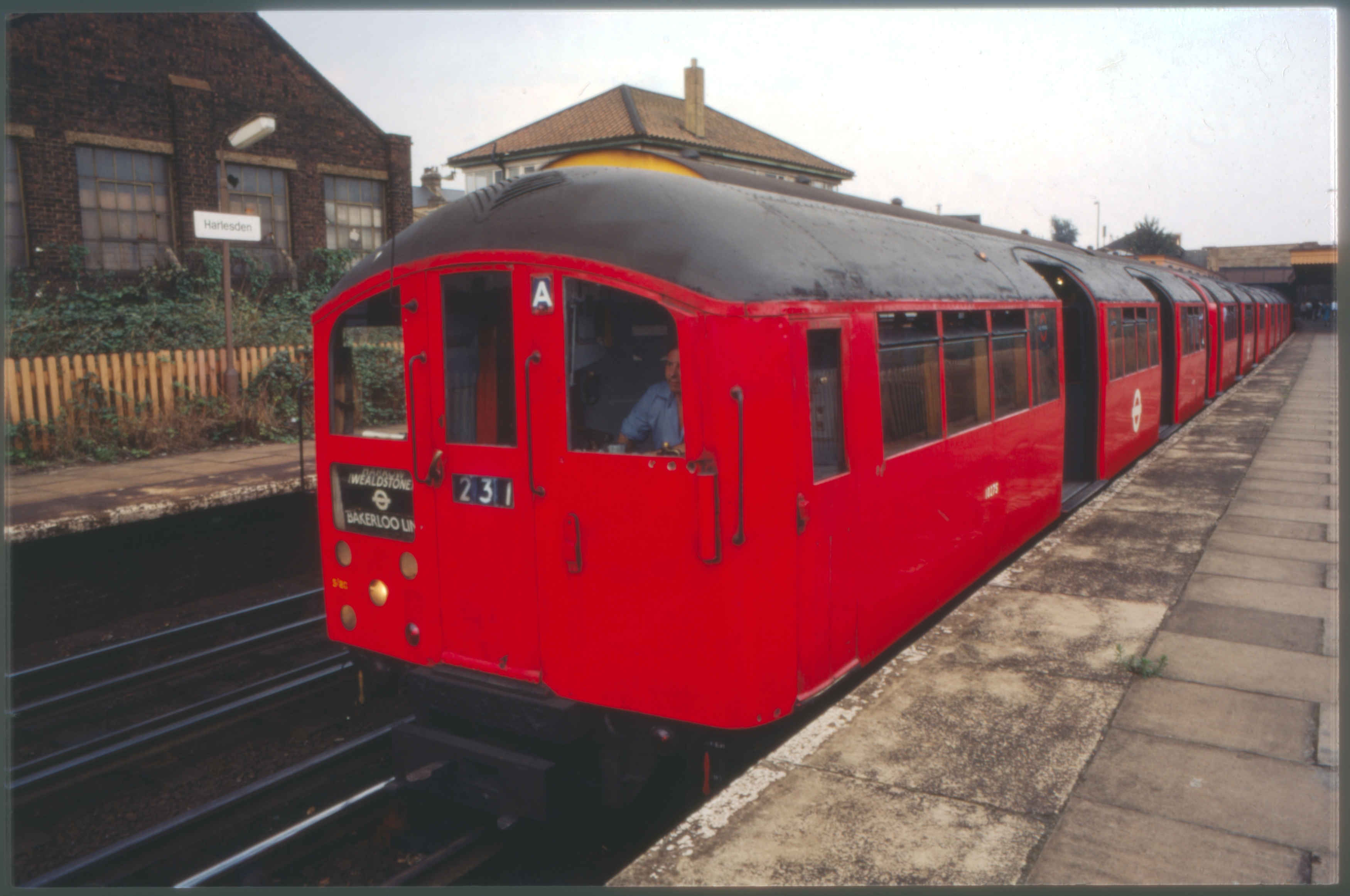
Un 1938 Bakerloo Stock a Harlesden station

Quan la línia va obrir el 1906, la Bakerloo Line estava operada pel trens de Sèrie London Underground 1906, construïts a Trafford Park, Manchester. Per a adaptar la línia a l'extensió fins a Queen's Park es va encarregar 12 motors de la sèrie London Underground 1914.
El 1932, alguns vagons construïts per a la Piccadilly Line van ser transferits a la Bakerloo, i després van ser reemplaçats per la sèrie 1938 i 1949 Stock. Abans de l'obertura de la Jubilee Line el 1972, la Bakerloo estava operada pels sèrie 1938 i 1972.

### Combois Actuals

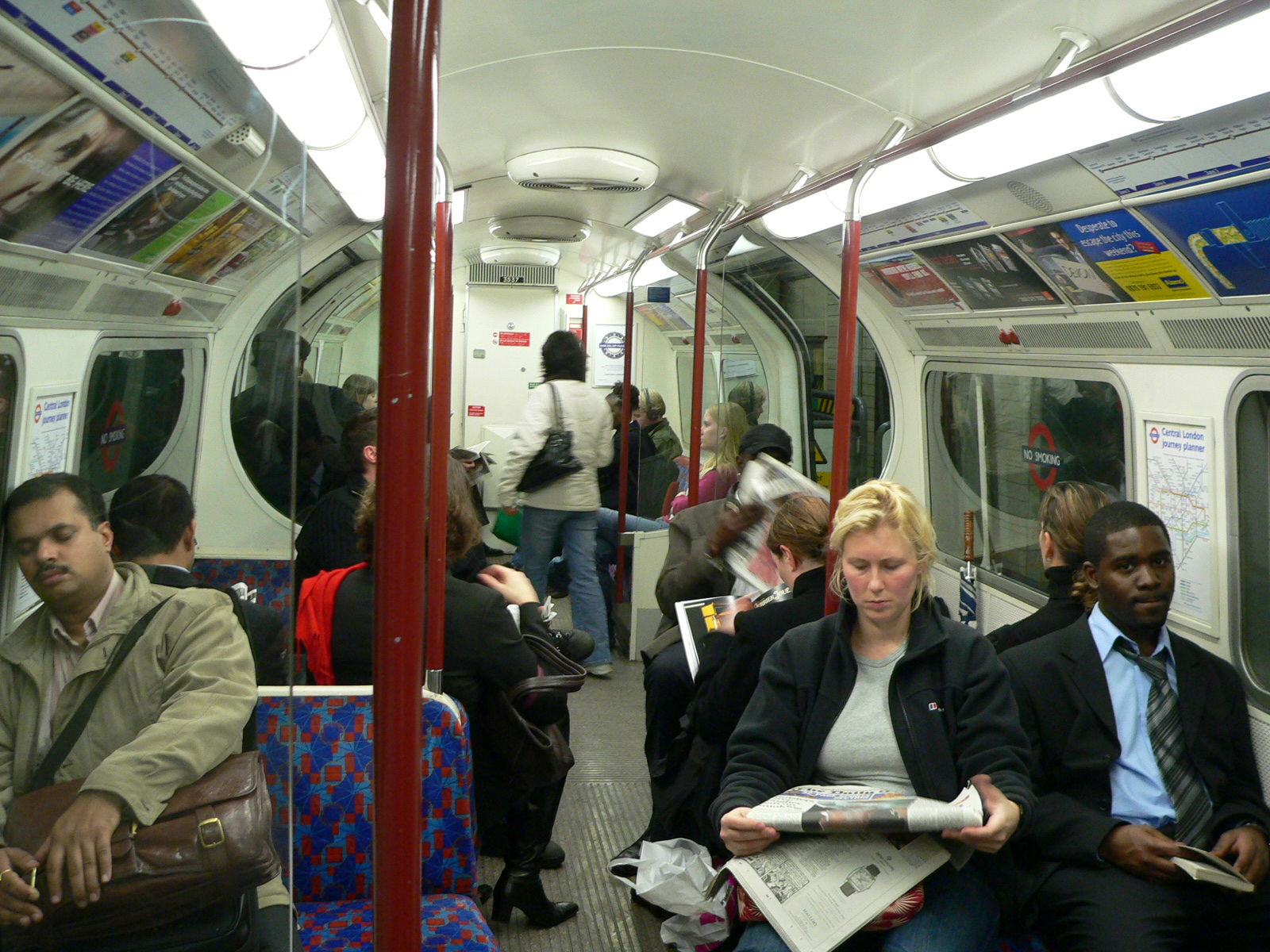
The interior of a Bakerloo train

La Bakerloo està ara operada pels 1972 rolling stock trains.
Els combois estan pintats amb el tradicionals colors del Metro de Londres, vermell, blanc i blau. Els interiors els acaben de remodel·lar fent que els seients siguin en horitzontal i en transversal.
Aquests trens seran reemplaçats el 2018 com a part del London Underground PFI.

## Mapa
Topologia de la Bakerloo Line amb les vies i andanes.

## Estacions

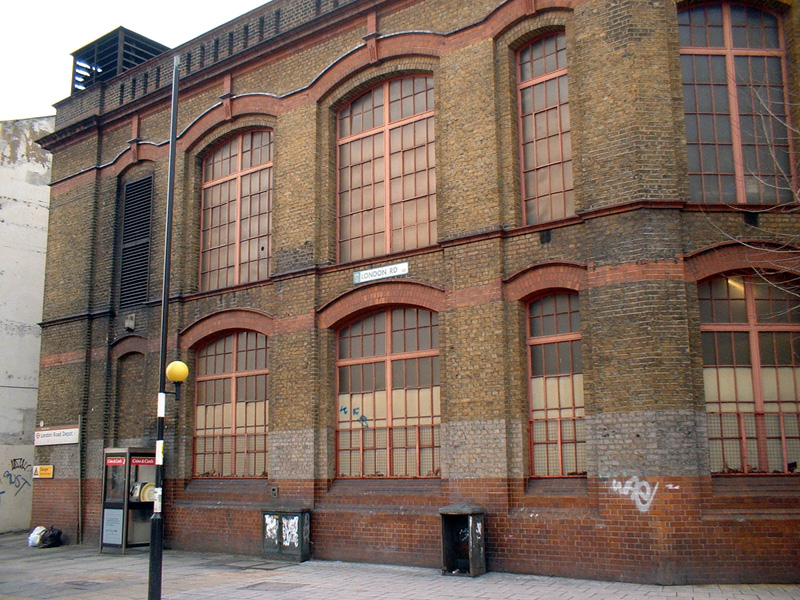
Garatges de la Bakerloo Line a London Road

Nota: Pel ramal de Stanmore de Bakerloo line, vés a l'article de la Jubilee Line.
Del nord cap al sud

### Tram a cel obert
Des de Harrow & Wealdstone fins a Queen's Park.
- Final de línia: Harrow & Wealdstone - Primer servei: 16 d'abril 1917. Tancada: 24 de setembre 1982. Servei Restablert: 4 de juny 1984.
- Kenton - Primer servei: 16 d'abril 1917. Tancada: 24 de setembre 1982. Servei restablert: 4 de juny 1984.
- South Kenton - Primer servei: 3 de juliol 1933. Tancada: 24 de setembre 1982. Servei restablert: 4 de juny 1984.
- North Wembley - Primer servei: 16 d'abril 1917. Tancada: 24 de setembre 1982. Servei Restablert: 4 de juny 1984.
- Wembley Central for Sudbury - Primer servei: 16 d'abril 1917. Renombrada: Wembley Central 5 de juliol 1948. Tancada: 24 de setembre 1982. Servei restablert: 4 de juny 1984.
- Stonebridge park - Primer servei: 1 d'agost 1917.
- Harlesden - Primer servei: 16 d'abril 1917.
- Willesden Junction  - Primer servei: 10 de maig 1915
- Kensal Green - Primer servei: 1 d'octubre 1916
- Queen's Park - Primer servei: 11 de febrer 1915

### Tram soterrat

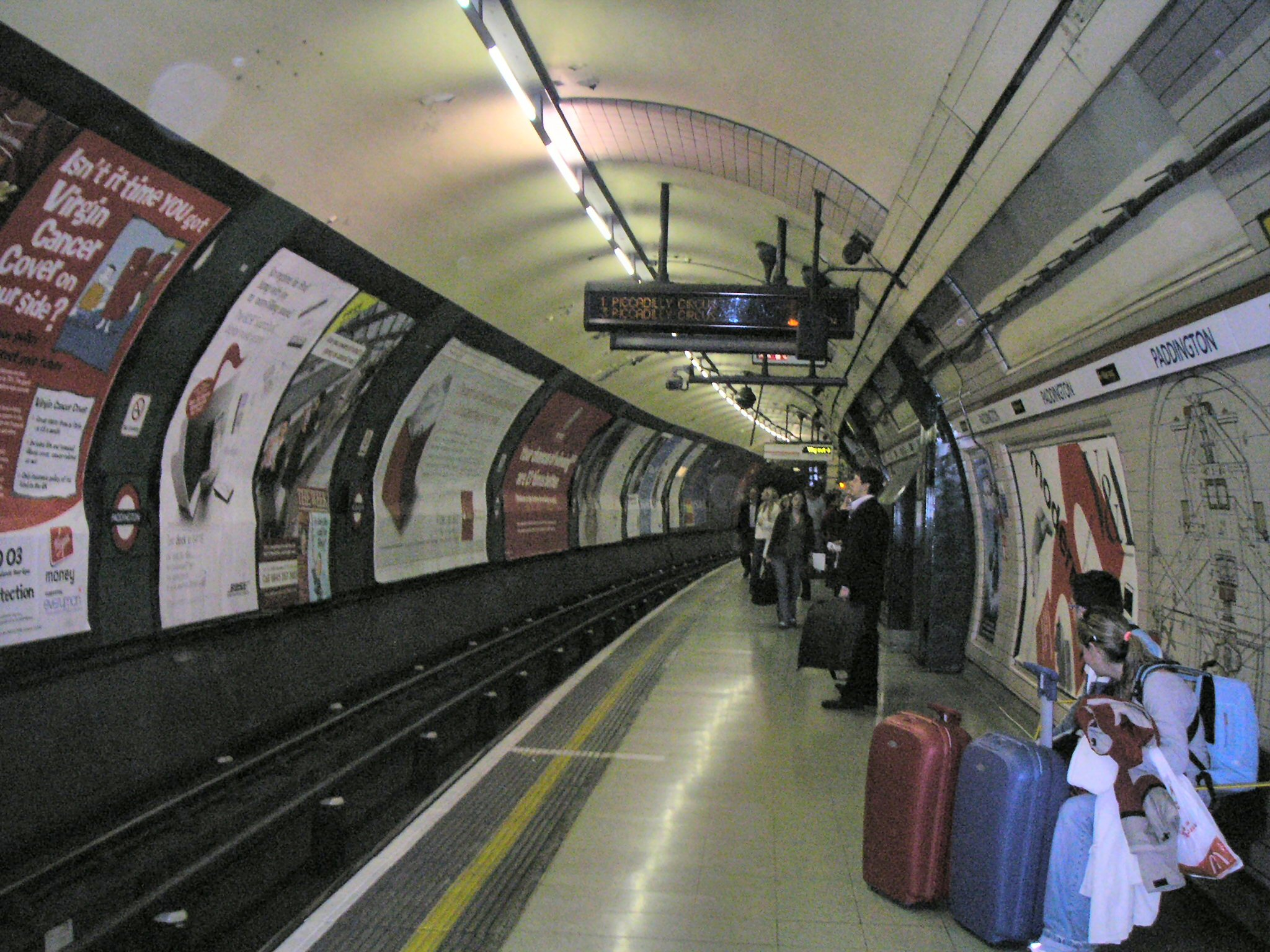
El ‘southbound' de la Bakerloo line a l'estació de Paddington

- Kilburn Park - Oberta: 31 de gener 1915
- Maida Vale - Oberta: 6 de juny 1915
- Warwick Avenue - Oberta: 31 de gener 1915
- Paddington - Oberta: 1 de desembre 1913
- Edgware Road - Oberta: 15 de juny 1907
- Great Central - Oberta: 27 de març 1907. Reanomenada: Marylebone, 15 d'abril 1917
- Baker Street - Oberta: 10 de març 1906
- Regent's Park - Oberta: 10 de març 1906
- Oxford Circus - Oberta: 10 de març 1906
- Piccadilly Circus - Oberta: 10 de març 1906
- Charing Cross - Oberta: 10 de març 1906
- Embankment - Oberta: 10 de març 1906
- Waterloo - Oberta: 10 de març 1906
- Kennington Road - Oberta: 10 de març 1906. Renombrada Westminster Bridge Road: 5 d'agost 1906, Renombrada: Lambeth North: 15 d'abril 1917
- Final de línia: Elephant & Castle - Oberta: 5 d'agost 1906

### Després de Harrow & Wealdstone (superfície)
Vegeu London Overground.
Entre 1917 i 1982, els trens de la Bakerloo continuaren per la línia DC passant per Harrow & Wealdstone fins a Watford Junction. Aquestes estacions són ara servides pel London Overground.
- Watford Junction - Primer servei: 16 d'abril 1917.Últim servei: 24 de setembre 1982.
- Watford High Street - Primer servei: 16 d'abril 1917. Últim servei: 24 de setembre 1982.
- Bushey & Oxhey - Primer servei: 16 d'abril 1917. Renombrada Bushey: 6 de maig 1974. Últim servei: 24 de setembre 1982.
- Carpenders Park - Primer servei: 5 d'abril 1919. Tancada: 16 de novembre 1952. Oberta en nou emplaçament 17 de novembre 1952. Últim servei: 24 de setembre 1982.
- Pinner & Hatch End - Primer servei: 16 d'abril 1917. Renombrada Hatch End (per Pinner): 1 de febrer 1920. Renombrada Hatch End: 1956. Últim servei: 24 de setembre 1982.
- Headstone Lane - Primer servei: 16 d'abril 1917. Últim servei: 24 de setembre 1982.

| Estació                            | Imatge              | Apertura           | Informació addicional |
| ---------------------------------- | ------------------- | ------------------ | --- |
| Harrow & Wealdstone                | Harrow & Wealdstone | 16 d'abril 1917    | Tancada: 24 de setembre 1982. Reoberta: 4 de juny 1984.                                                                                   |
| Kenton                             | Kenton              | 16 d'abril 1917    | Tancada: 24 de setembre 1982. Reoberta: 4 de juny 1984.                                                                                   |
| South Kenton                       | South Kenton        | July 3 1933        | Tancada: 24 de setembre 1982. Reoberta: 4 de juny 1984.                                                                                   |
| North Wembley                      | North Wembley       | 16 d'abril 1917    | Tancada: 24 de setembre 1982. Reoberta: 4 de juny 1984.                                                                                   |
| Wembley Central                    | Wembley Central     | 16 d'abril 1917    | Oberta com a Wembley Central per a Sudbury. Reanomenada: 5 de juny 1948. Tancada: 24 de setembre 1982. Reoberta: 4 de juny 1984.          |
| Stonebridge Park                   | Stonebridge Park    | 1 d'agost 1917     | |
| Harlesden                          | Harlesden           | 16 d'abril 1917    | |
| Willesden Junction                 | Willesden Junction  | 10 de maig 1915    | |
| Kensal Green                       | Kensal Green        | 1 d'octubre 1916   | |
| Queen's Park                       | Queen's Park        | 11 de febrer 1915  | |
| Kilburn Park                       | Kilburn Park        | 31 de gener 1915   | |
| Maida Vale                         | Maida Vale          | 6 de juny 1915     | |
| Warwick Avenue                     | Warwick Avenue      | 31 de gener 1915   | |
| Paddington ( Trens cap a Heathrow) | Paddington          | 1 de desembre 1913 | |
| Edgware Road                       | Edgware Road        | 15 de juny 1907    | |
| Marylebone                         | Marylebone          | 27 de març 1907    | Oberta com a Great Central. Reanomenada, 15 d'abril 1917                                                                                  |
| Baker Street                       | Baker Street        | 10 de març 1906    | |
| Regent's Park                      | Regent's Park       | 10 de març 1906    | |
| Oxford Circus                      | Oxford Circus       | 10 de març 1906    | |
| Piccadilly Circus                  | Piccadilly Circus   | 10 de març 1906    | |
| Charing Cross                      | Charing Cross       | 10 de març 1906    | |
| Embankment                         | Embankment          | 10 de març 1906    | |
| Waterloo                           | Waterloo            | 10 de març 1906    | |
| Lambeth North                      | Lambeth North       | March 10 1906      | Oberta com a Kennington Road. Reanomenada com a Westminster Bridge Road: 5 d'agost 1906, Reanomenada com a Lambeth North: 15 d'abril 1917 |
| Elephant & Castle                  | Elephant & Castle   | 5 d'agost 1906     | |

## Ramal de Stanmore
El ramal de Stanmore va ser traspassat a la Jubilee Line l'1 de maig de 1979.
- Stanmore
- Canons Park
- Queensbury
- Kingsbury
- Wembley Park
- Neasden
- Dollis Hill
- Willesden Green
- Kilburn
- West Hampstead
- Finchley Road
- Swiss Cottage
- St. John's Wood

## Cotxeres
La Bakerloo té tres cotxeres. La principal és la de Stonebridge Park, construïda a finals de la dècada de 1970, s'encarrega del manteniment dels trens. El garatge original se situa a London Road (a prop de Lambeth North) i encara està en ús. La Bakerloo Line és l'única línia que transporta passatgers i que passa pel mig d'un garatge, concretament a Queen's Park. N'hi havia un altre però va ser tancat al novembre de 1985, anomenat Croxley Green.

## Galeria

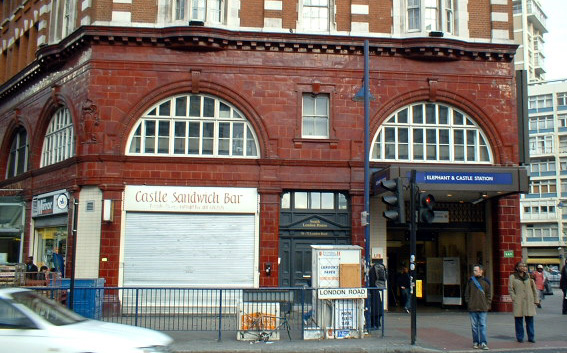
Estació d'Elephant & Castle, final de línia de la Bakerloo Line
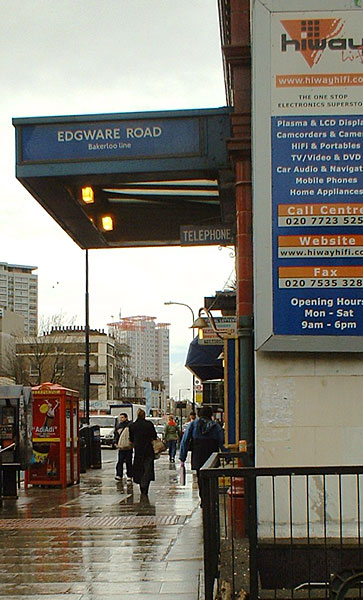
Estació d'Edgware Road, que té correspondències amb la Hammersmith & City Line, Circle Line i la District Line
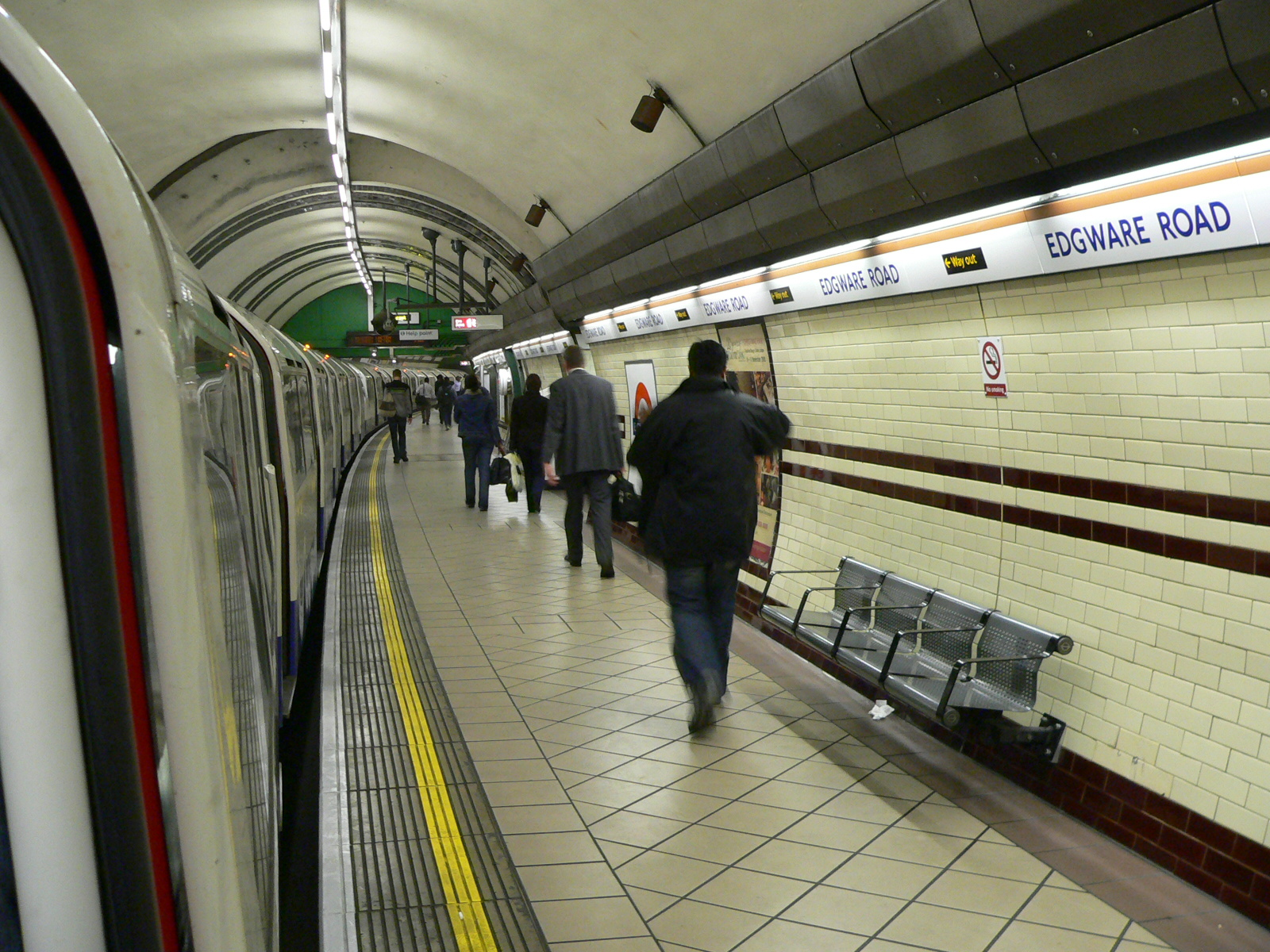
Estació d'Edgware Road
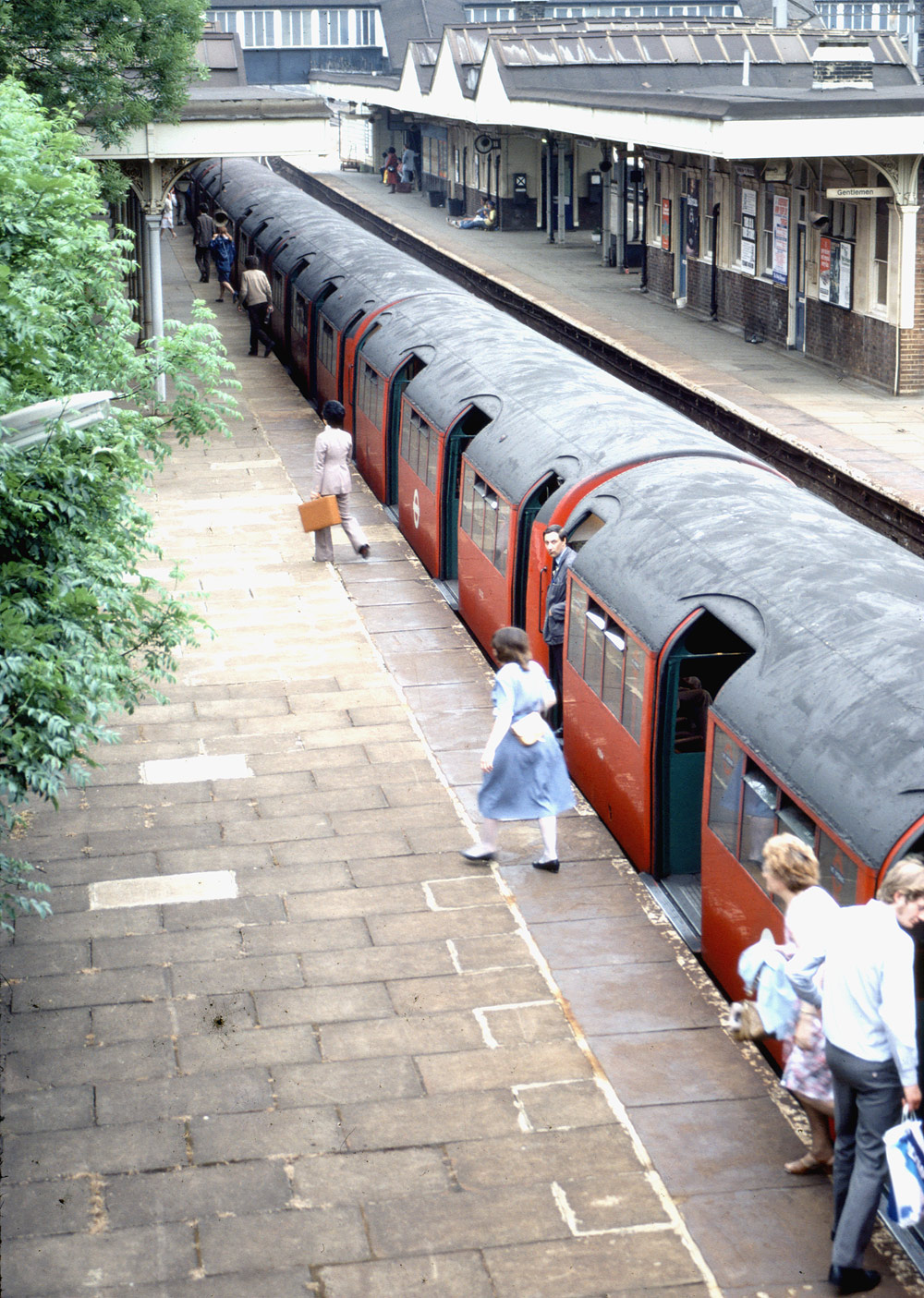
'1938 stock' a l'estació de Harrow & Wealdstone, final de línia
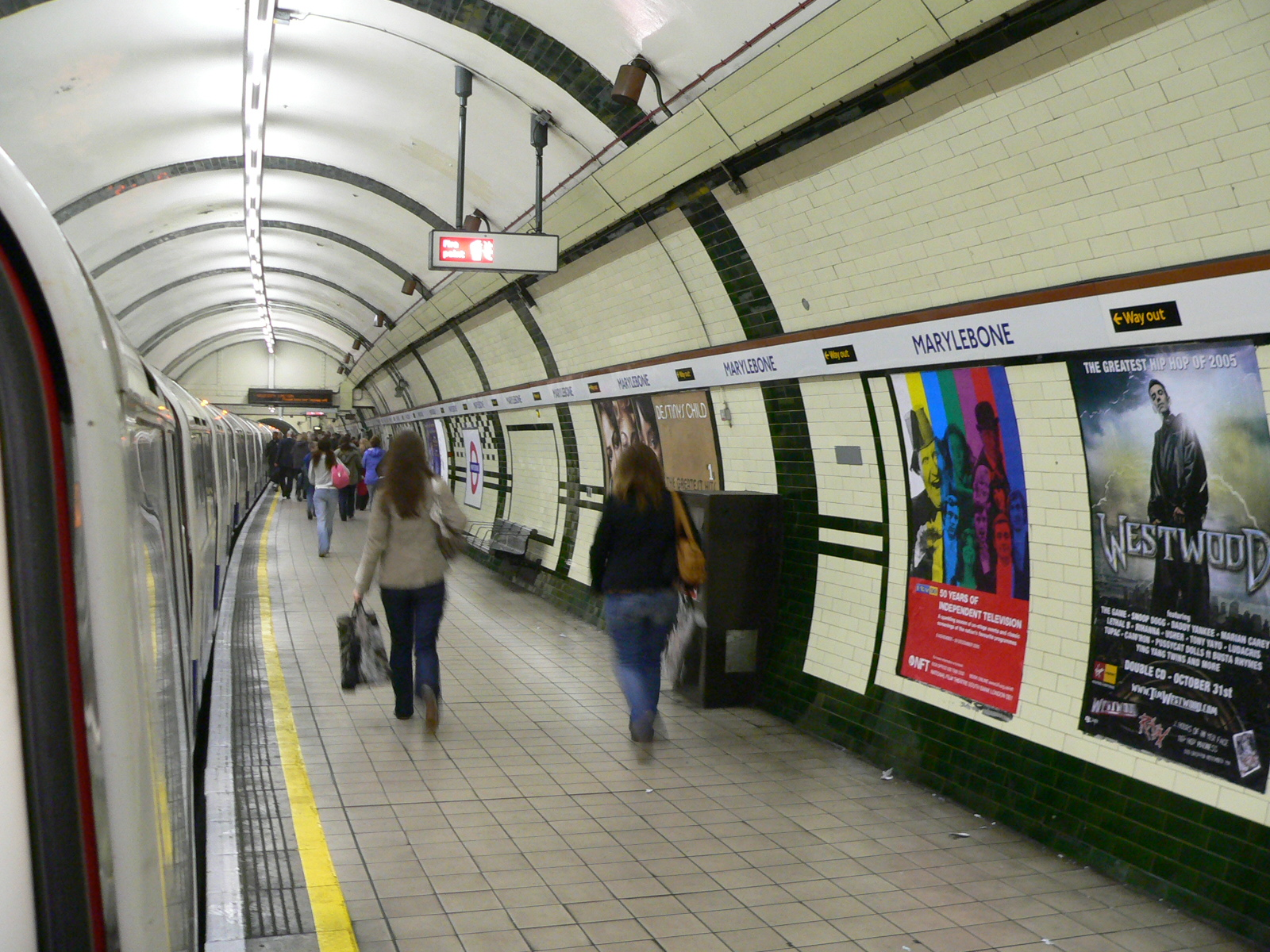
Estació de Marylebone
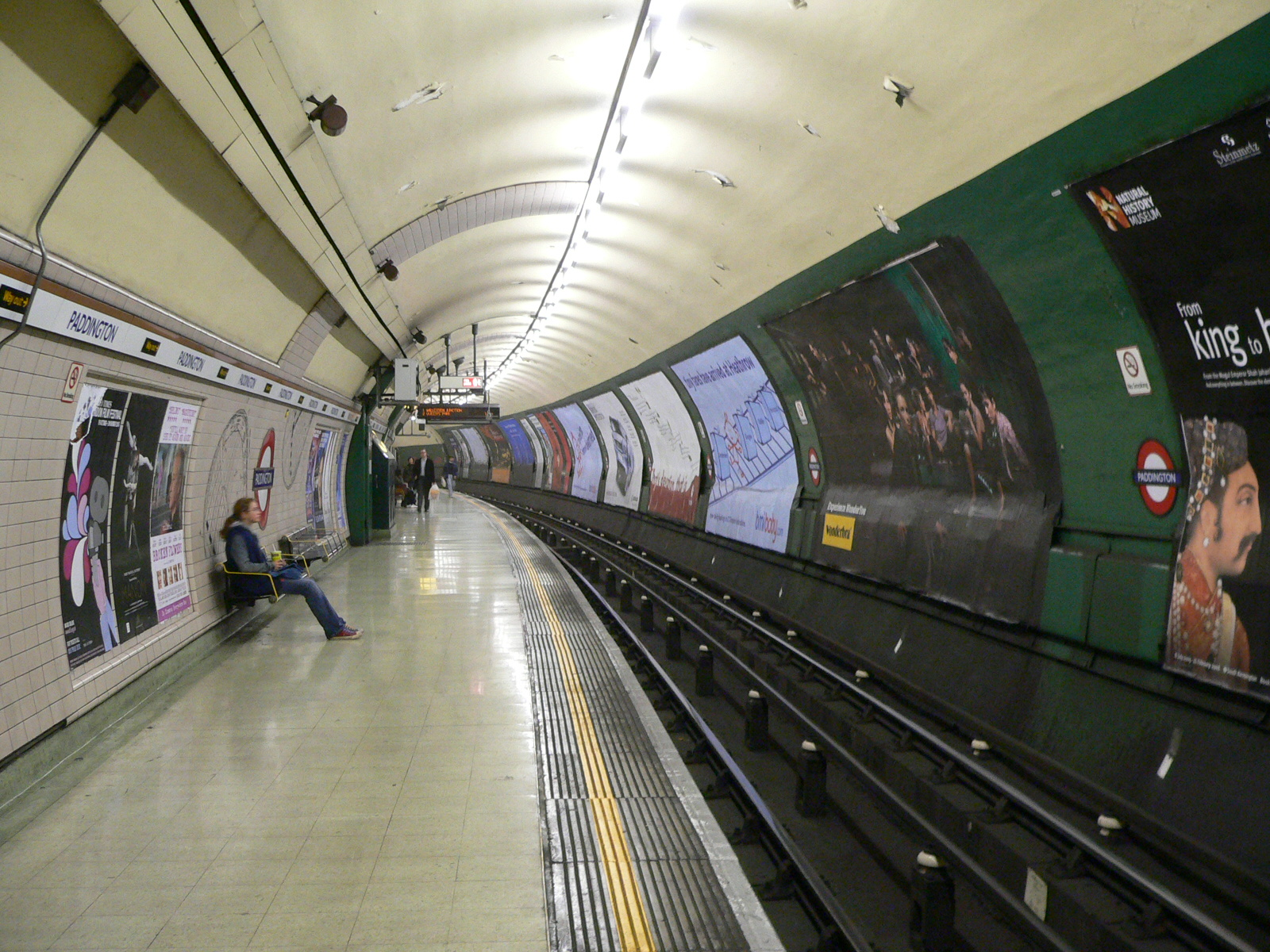
Estació de Paddington
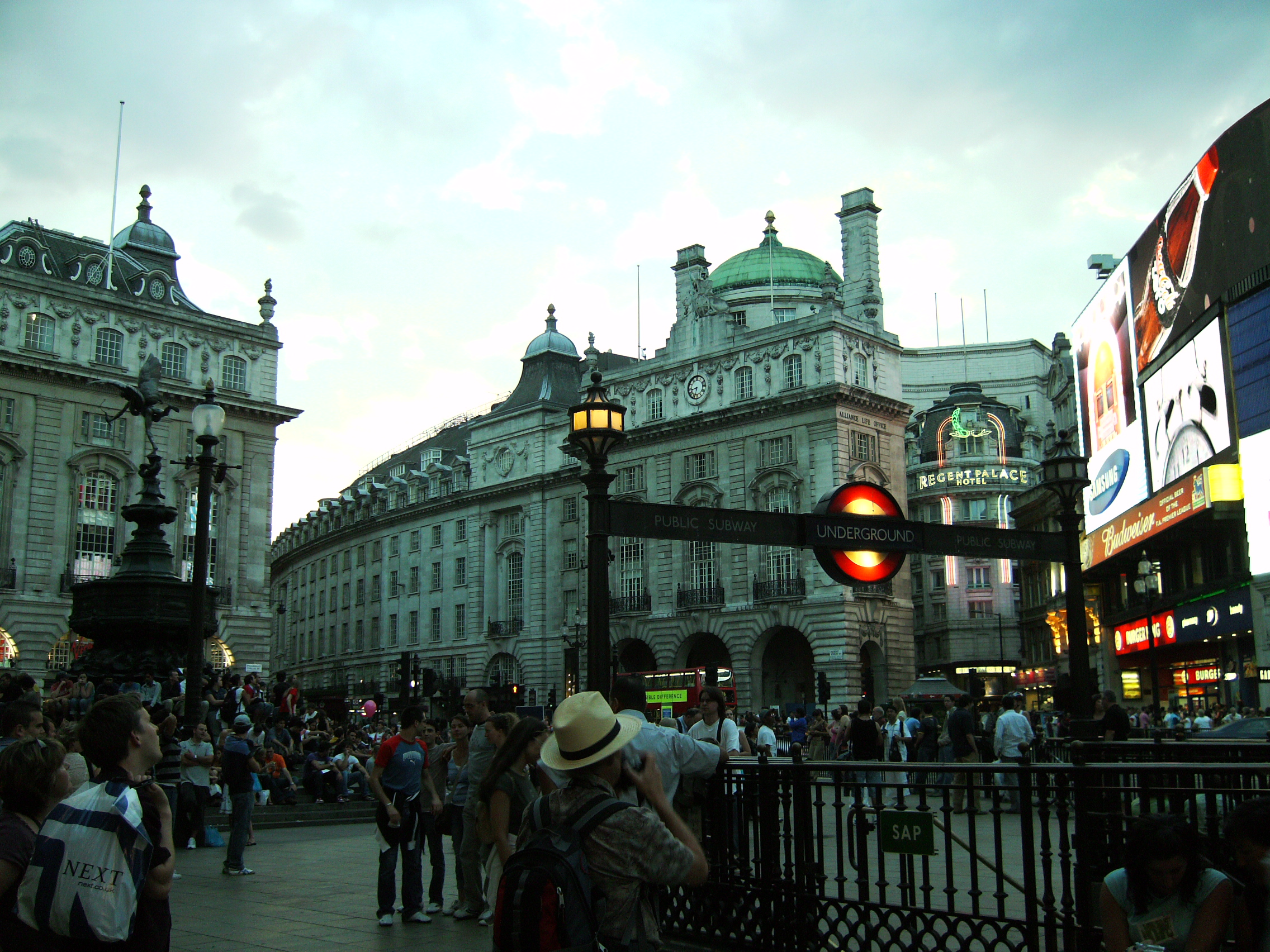
Boca de metro de l'estació de Piccadilly Circus
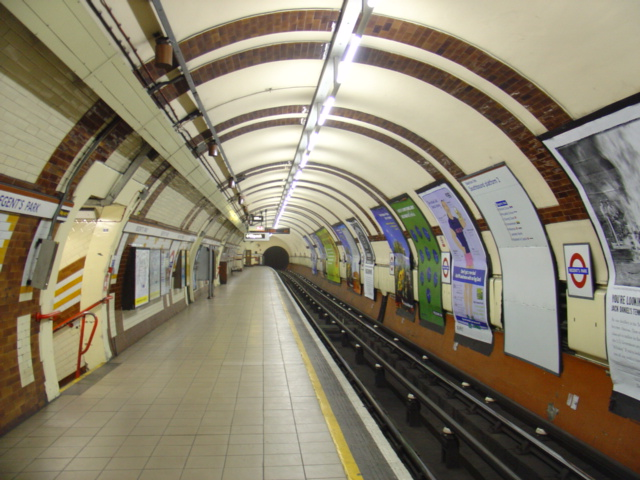
Estació de Regent's Park, a prop del Zoo de Londres